# Josef Musil (politik)
Josef Musil, nebo také Joža Musil (2. července 1899, Nová Ves – 13. července 1977) byl československý politik a meziválečný poslanec Národního shromáždění za Republikánskou stranu zemědělského a malorolnického lidu (agrárníky).

## Biografie
Profesí byl dle údajů z roku 1938 rolníkem v Nové Vsi (okres Třebíč).
Po parlamentních volbách v roce 1935 byl za Republikánskou stranu zemědělského a malorolnického lidu (agrárníky) zvolen do Národního shromáždění. Poslanecké křeslo ale získal až dodatečně, v lednu 1938, poté, co zemřel poslanec Ludvík Marek. Mandát si oficiálně udržel do zrušení parlamentu roku 1939, přičemž ještě v prosinci 1938 přestoupil do poslaneckého klubu nově utvořené Strany národní jednoty.
V roce 1938 se uvádí i jako člen Moravskoslezského zemského zastupitelstva.
Působil také jako romanopisec.